# 마르틴 옌센
마르틴 옌센(Martin Jensen, 1991년 9월 29일 ~ )은 덴마크의 DJ, 음악 프로듀서이다.